# 795
795 (DCCXCV) je bilo navadno leto, ki se je po julijanskem koledarju začelo na četrtek.

## Dogodki
- 1. januar

## Rojstva
- Lotar I. Karolinški, frankovski kralj in cesar († 855)
- Mojmir I. Moravski, velikomoravski knez († 846)

## Smrti
- 25. december - Hadrijan I., papež